# مدفورد (نیویورک)
مدفورد (به انگلیسی: Medford) یک منطقهٔ مسکونی در ایالات متحده آمریکا است که در شهرستان سافک، نیویورک واقع شده‌است. مدفورد ۲۸٫۰ کیلومتر مربع مساحت و ۲۴٬۱۴۲ نفر جمعیت دارد و ۲۷ متر بالاتر از سطح دریا واقع شده‌است.